# Austrarchaea robinsi
Austrarchaea robinsi är en spindelart som beskrevs av Harvey 2002. Austrarchaea robinsi ingår i släktet Austrarchaea och familjen Archaeidae.
Artens utbredningsområde är Western Australia. Inga underarter finns listade.